# Jaderná elektrárna Watts Bar
Jaderná elektrárna Watts Bar (anglicky Watts Bar Nuclear Plant) je provozní jaderná elektrárna ve Spojených státech. Leží poblíž Spring City ve státě Tennessee. Elektrárna se rozprostírá na ploše 7,2 km2 a dodává dostatek elektřiny pro zhruba 1,2 milionu domácností ve státě Tennessee. Elektrárnu vlastní a provozuje Tennessee Valley Authority. Blok 2 je jeden z posledních bloků uvedených do provozu v USA. Následují pouze bloky jaderné elektrárny Vogtle.

## Historie a technické informace

### Blok 1
Jaderná elektrárna Watts Bar se začala stavět v roce 1972. První z bloků začal být budován 20. července 1973. Do sítě byl připojen 6. února 1996 a do komerčního provozu přešel 27. května 1996. Výstavba prvního bloku však byla v roce 1985 zastavena a zakonzervována, protože v projektu došlo k výrazným překročení nákladů a projekt se zdál nerentabilní. Obnovení výstavby nastalo v roce 1992 a dostavba jednoho bloku trvala 4 roky. Jedná se o tlakovodní reaktor Westinghouse M412. Hrubý výkon bloku činí 1210 MW. Na začátku tisíciletí byly vyměněny všechny čtyři parogenerátory za nové z materiálu Iconel 690, který je odolnější vůči koroznímu praskání a očekává se, že vydrží až do konce životnosti elektrárny. Kvůli velké kontaminaci budou muset být staré parogenerátory ponechány v areálu elektrárny až do doby, dokud nebude vyřazena z provozu a zlikvidována.

### Blok 2
Druhý blok započal výstavbu 1. září 1973. Do sítě byl poprvé připojen 2. června 2016 a v komerční provoz přešel 19. října 2016. Jedná se o tlakovodní reaktor Westinghouse M412. Hrubý výkon druhého bloku činí 1218 MW.
Výstavba druhého bloku se potýkala s podobnými problémy jako blok č. 1. Obnovení výstavby bylo schváleno 1. srpna 2007 radou Tennessee Valley Authority. Výstavba byla restartována 15. října 2007. Očekávalo se, že náklady na dokončení druhého bloku budou 2,5 miliardy dolarů a bude zaměstnáno více než 2300 dodavatelů. Konečné náklady však činily 6,1 miliard dolarů. Rok po zemětřesení a tsunami v japonském Tóhoku a ním spojená havárie jaderné elektrárny Fukušima Daiichi vydal NRC 9 příkazů ke zlepšení bezpečnosti jaderných elektráren a z toho dva se vztahovaly i na blok Watts Bar 2. V únoru Tennessee Valley Authority oznámila, že úpravy přikázané NRC zapříčiní výrazné překročení nákladů oproti předchozím kalkulacím a spuštění se zpozdí.
22. října 2015 NRC schválilo provozní licenci na 40 let, čímž byla formálně výstavba ukončena a bylo možné zavést první palivo do aktivní zóny. Již 15. prosince 2015 byla aktivní zóna plně obsazena jaderným palivem a bylo proto možné zahájit testy kritičnosti. 23. května 2016 bylo dosaženo první kritičnosti reaktoru. Jednalo se o první blok od roku 1996, který byl ve Spojených státech spuštěn. Jedná se také o poslední reaktor druhé generace, který byl v USA spuštěn.
V roce 2022 byly v druhém bloku vyměněny všechny čtyři parogenerátory za nové z materiálu Inconel 690, který je odolnější vůči koroznímu praskání a očekává se, že vydrží až do konce životnosti elektrárny. Kvůli velké 
kontaminaci budou muset být staré parogenerátory ponechány v areálu elektrárny až do doby, dokud nebude vyřazena z provozu a zlikvidována.

### Okolní obyvatelstvo
NRC definuje dvě zóny havarijního plánování kolem jaderných elektráren. První o poloměru 16 kilometrů, která se týká především vystavení radioaktivní kontaminace vzduchu a poté druhou o poloměru 80 kilometrů, jež se zabývá kontaminací potravin a vody.

## Informace o reaktorech
| Reaktor     | Typ reaktoru      | Výkon   | Výkon   | Zahájení výstavby | Připojení k síti | Uvedení do provozu | Uzavření |
| Reaktor     | Typ reaktoru      | Čistý   | Hrubý   | Zahájení výstavby | Připojení k síti | Uvedení do provozu | Uzavření |
| ----------- | ----------------- | ------- | ------- | ----------------- | ---------------- | ------------------ | -------- |
| Watts Bar-1 | Westinghouse M412 | 1121 MW | 1210 MW | 20. 7. 1973       | 6. 2. 1996       | 27. 5. 1996        |          |
| Watts Bar-2 | Westinghouse M412 | 1165 MW | 1218 MW | 1. 9. 1973        | 2. 6. 2016       | 19. 10. 2016       |          |